# راشيل روكس أس أس
راشيل روكس أس أس (بالإنجليزية: Rachel Roxxx)‏ (ولدت في 2 مارس, 1983 في سان أنتونيو) هي ممثلة أفلام إيباحية أمريكية.

## السيرة الذاتية
راشيل عملت في مطاعم هوتيرز قبل انضمامها إلى قطاع الأفلام الإيباحية. صديق لها في هيوستن أدخلها في ذلك القطاع وانتقلت إلى لوس أنجلوس لتبدء مهنتها الاباحية. في عام 2007، أصبحت واحدة من أصحاب متاجر الملابس الداخلية مع نيك ماننج.

## روابط خارجية
- راشيل روكس أس أس على موقع IMDb (الإنجليزية)
- راشيل روكس أس أس على موقع قاعدة بيانات الفيلم (الإنجليزية)
- راشيل روكس أس أس على موقع كينوبويسك (الروسية)